# فيلييه (مترو باريس)
فيلييه (بالفرنسية: Villiers)‏ هي محطة مترو تابعة لمترو باريس تقع في فرنسا في الدائرة الثامنة في باريس.[بحاجة لمصدر]